# Jerdon-kakukkhéja
A Jerdon-kakukkhéja (Aviceda jerdoni) a madarak osztályának vágómadár-alakúak (Accipitriformes) rendjébe, ezen belül a vágómadárfélék (Accipitridae) családjába tartozó faj.

## Rendszerezése
A fajt Edward Blyth angol zoológus írta le 1842-ben, a Pernis nembe Pernis Jerdoni néven.

## Alfajai
- Jerdon-kakukkhéja (Aviceda jerdoni jerdoni) (Blyth, 1842) - Északkelet-India, Észak-Mianmar, Jünnan, Thaiföld, Vietnám, Kambodzsa, Laosz, Hajnan
- ceyloni kakukkhéja (Aviceda jerdoni ceylonensis) (Legge, 1876) - Srí Lanka
- Fülöp-szigeteki kakukkhéja (Aviceda jerdoni magnirostris) (Kaup, 1847) - Fülöp-szigetek
- borneói kakukkhéja (Aviceda jerdoni borneensis) (Bruggemann, 1876) - Borneó
- celebeszi kakukkhéja (Aviceda jerdoni celebensis) (Schlegel, 1873) - Celebesz

## Előfordulása
A Himalája keleti részén, Kínában, Srí Lankán és Délkelet-Ázsiában honos. Természetes élőhelyei a szubtrópusi és trópusi magaslati gyepek, síkvidéki és hegyi esőerdők, valamint ültetvények. Állandó, nem vonuló faj.

## Megjelenése
Testhossza 48 centiméter. Felálló tollbóbitája van.

## Természetvédelmi helyzete
Az elterjedési területe rendkívül nagy, egyedszáma 6700 példány körüli és csökken de még nem éri el a kritikus szintet. A Természetvédelmi Világszövetség Vörös listáján nem fenyegetett fajként szerepel.